# Marcipa molybdea
Marcipa molybdea là một loài bướm đêm trong họ Erebidae.